# Wierzchowiska Dolne
Wierzchowiska Dolne – wieś w Polsce położona w województwie lubelskim, w powiecie lubelskim, w gminie Bełżyce.
W latach 1975–1998 miejscowość administracyjnie należała do ówczesnego województwa lubelskiego.
Według Narodowego Spisu Powszechnego z roku 2011 wieś liczyła 108 mieszkańców.
Na północny wschód od miejscowości znajduje się cmentarz wojenny z I wojny światowej.
Wierni Kościoła rzymskokatolickiego należą do parafii Nawrócenia św. Pawła Apostoła w Bełżycach.